# Шенерай
Шенера́й (фр. Chénérailles) — коммуна во Франции, находится в регионе Лимузен. Департамент коммуны — Крёз. Входит в состав кантона Шенерай. Округ коммуны — Обюссон.
Код INSEE коммуны — 23061.

## Население
Население коммуны на 2010 год составляло 750 человек.
| 1962 | 1968 | 1975 | 1982 | 1990 | 1999 | 2010 |
| ---- | ---- | ---- | ---- | ---- | ---- | ---- |
| 770  | 729  | 674  | 685  | 794  | 758  | 750  |

## Экономика
В 2010 году среди 425 человек трудоспособного возраста (15—64 лет) 305 были экономически активными, 120 — неактивными (показатель активности — 71,8 %, в 1999 году было 68,7 %). Из 305 активных жителей работали 262 человека (126 мужчин и 136 женщин), безработных было 43 (27 мужчин и 16 женщин). Среди 120 неактивных 24 человека были учениками или студентами, 52 — пенсионерами, 44 были неактивными по другим причинам.